# Саллі Ґрін
Саллі Ґрін (англ. Sally Green; нар. Велика Британія) — англійська письменниця-прозаїк, авторка трилогії про Натана — сина Білої відьми і Чорного чаклуна. Перша частина історії «Напівлихий» вийшла у більше ніж 43-х країнах світу.

## Біографія
Саллі Ґрін народилася в Англії. Вивчала гірничу справу в Лондонському університеті. Згодом здобула бухгалтерську освіту. Відтоді працювала бухгалтером у фінансових відділах різних фірм. У 41 народила сина, стала домогосподаркою та зайнялася письменницькою діяльністю. Тоді ж написала свій дебютний роман «Напівлихий», задум якого виник ще у 2010 році.

## Творчість
«Напівлихий» — це перша книжка з трилогії «Half Life», що одразу стала сенсацією в усьому світі. Особливий ажіотаж роман викликав під час Болонського книжкового ярмарку в 2013 році. Тоді ж права на його видання були продані в 36 країн ще до його публікації. Видавництво «Viking» випустило книгу «Напівлихий» (Half Bad) 4 березня 2014 року, водночас із видавництвом «Puffin U.K.» та австралійським відділом «Penguin». Перший наклад становив 200 000 примірників. Мері Браун, власниця «Букс, Байтс і Бейонд» у Ґлен-Рок (Нью-Джерсі), та Кетлін Келдвел, власниця «Великого гарного місця для книг» в Окленді (Каліфорнія), порівняли захват від «Напівлихого» із «Гаррі Поттером», а також «Сутінковою сагою» та «Голодними іграми».
У 2015 році вийшла друга частина трилогії — «Напівдикий», а в 2016 році світ побачив завершальну книгу серії — «Напівзагублений».
Події трилогії розгортаються в альтернативній сучасній Англії. У світі поруч зі звичайними людьми живуть справжні відьми та чаклуни. Білі — гарні, чорні — погані. Натан — незвичайний підліток, він не вписується в жодну систему — ні в систему простих людей, ні в систему магів, до яких належить увесь його рід. Він — наполовину чорний чаклун, наполовину білий. Відтоді як його мати, Біла відьма, наклала на себе руки, а батько, могутній Чорний чаклун, був визнаний вбивцею відьом, Рада Білих Відьом чекає, який шлях обере Натан, коли йому виповниться 17 років. У цьому віці він отримує три дари, що підтверджує його право стати чарівником.
У 2017 році стало відомо, що письменниця працює над ще однією фентезійною трилогією, перша книга якої має назву «Крадії диму» (The Smoke Thieves) та вийшла у травні 2018 року. Нова серія книг розповідає про те як, «між чотирма народами назріває конфлікт, а доля світу перебуває у руках чотирьох підлітків — принца, зрадника, мисливця та злодія». Друга книга — «Світ демонів» (англ. The Demon World) — побачить світ влітку 2019 року.

### Романи (трилогія)
- 2014 — «Напівлихий» (Half Bad);
- 2015 — «Напівдикий» (Half Wild);
- 2016 — «Напівзагублений» (Half Lost).

### Приквели до трилогії
- 2014 — «Напівбрехня» (Half Lies);
- 2015 — «Напівправда» (Half Truths).

## Відзнаки
- 2015 — переможець премії «Waterstones Children's Book Prize» у номінації «Найкраща фантастика для підлітків» (за книгу «Напівлихий»)[12].

## Українські переклади
- Ґрін, С. Напівлихий / Саллі Ґрін ; пер. з англ. Віктора Морозова. — Львів : Видавництво Старого Лева, 2014. — 384 с.
- Ґрін, С. Напівдикий  / Саллі Ґрін ; пер. з англ. Віктора Морозова. — Львів : Видавництво Старого Лева, 2015. — 400 с.
- Ґрін, С. Напівзагублений  / Саллі Ґрін ; пер. з англ. Віктора Морозова. — Львів : Видавництво Старого Лева, 2016. — 336 с.

### Рецензії
- В. Бєглов. «Напівлихий» — це ти [Архівовано 2 квітня 2016 у Wayback Machine.]
- О. Копецька. Напівдобрий, напівлихий світ
- В. Чернишенко. Напівдорослий напівлихий [Архівовано 10 червня 2016 у Wayback Machine.]
- Н. Білецька. Напівбілий / Напівчорний [Архівовано 30 липня 2016 у Wayback Machine.]
- Напівлихий чи напівдобрий? Рецензія з Франції [Архівовано 30 липня 2016 у Wayback Machine.]
- В. Чернишенко. Старий лев ламає стереотипи [Архівовано 10 червня 2016 у Wayback Machine.]
- К. Холод. Чутливий монстр [Архівовано 6 серпня 2016 у Wayback Machine.]

## Екранізації
Ще з виходу першої книжки існує домовленість про екранізацію «Напівлихого» кінокомпанією «20th Century Fox», яка перемогла кілька інших відомих кіностудій. Продюсер стрічки — Карен Розельфельд, останнім проектом якої були «Сутінки», «Викрадачка книжок».